# طائر سقارة

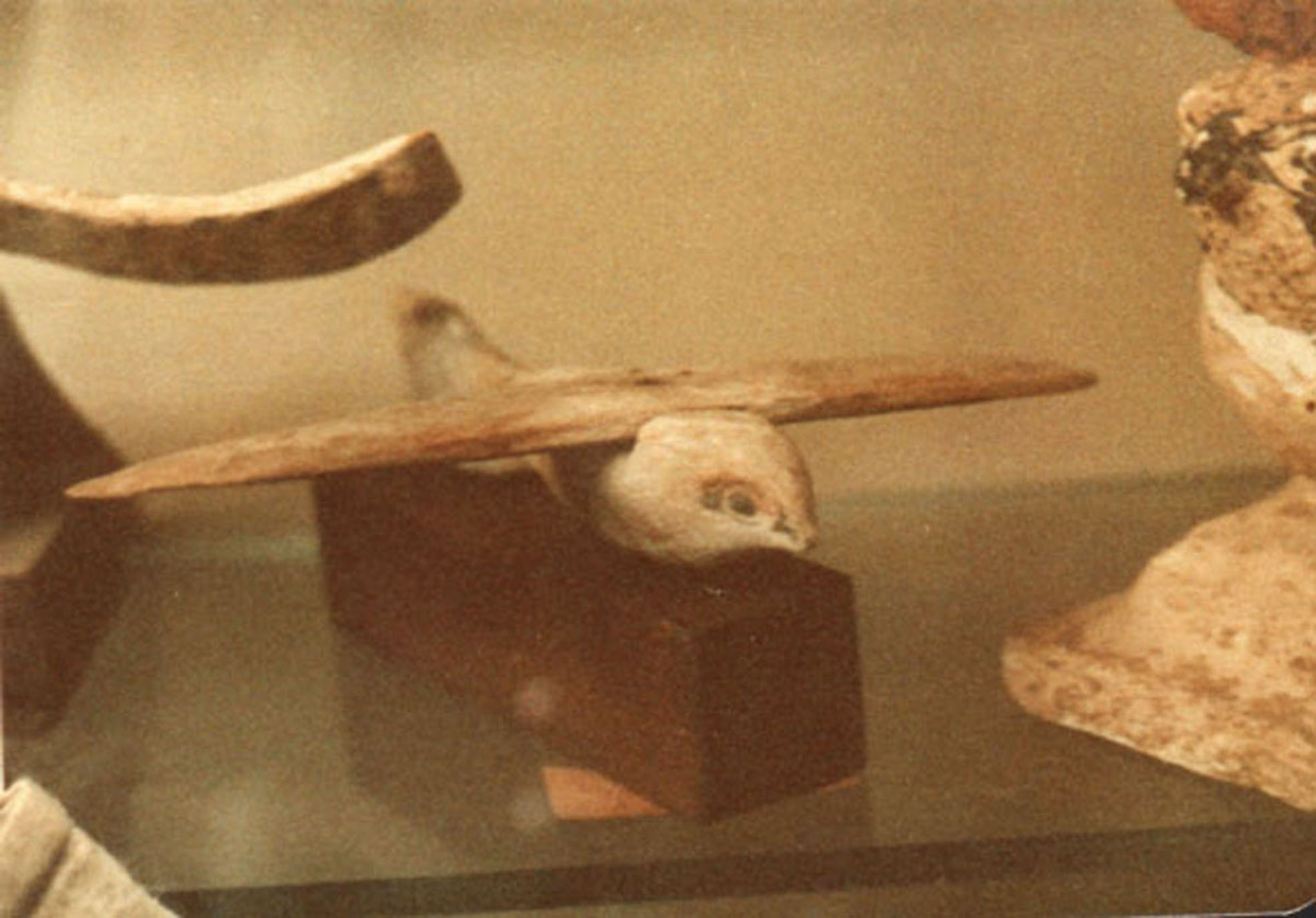
صورة أمامية لطائر سقارة.

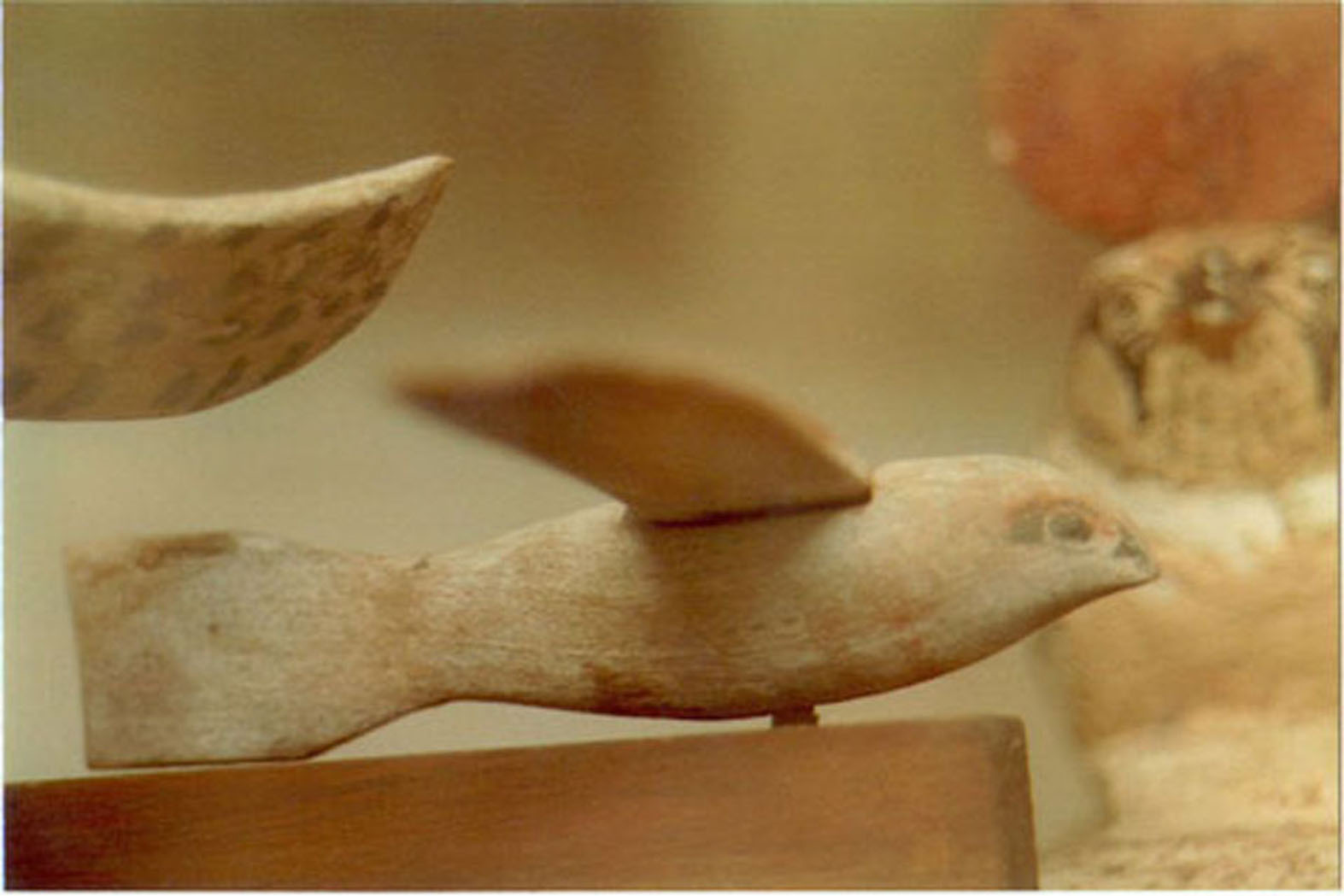
صورة جانبية لطائر سقارة.

طائر سقارة هو نموذج خشبي لطائر مصنوع من خشب الجميز، مركب على عصا، تم اكتشافه عام 1898 أثناء التنقيب في قبر "با-دي-آمون" في سقارة، ويعود تاريخه إلى حوالي عام 200 قبل الميلاد، ويعرض حاليًا في المتحف المصري في القاهرة. يبلغ طول جناحيه 18 سم ووزنه 39.12 جرام. الغرض منه غير معروف، ولكنه لا يستطيع الطيران.

## الاقتراحات حول غرضه
قد يكون الطائر شيئًا احتفاليًا؛ حيث يُمثّل صقراً، والذي يعد الطائر الأكثر استخدامًا لتمثيل عدة آلهة هامة في الدين المصري القديم، وأبرزها الإله حورس وإله الشمس رع. أو ربما كان لعبة لطفل من الطبقة الأرستقراطية، أو أنه عمل كدوارة الرياح. ثمة فرضية أخرى تقترح أن الطائر كان موضوعًا على مقدمة القوارب المقدسة التي استخدمت خلال عيد الإبت. توجد نقوش لهذه القوارب في معبد خنسو بالكَرنك وتعود إلى نهاية الدولة الحديثة.

## ادعاءات كاذبة حول الديناميكا الهوائية
أشارت بعض النظريات إلى أن الطائر قد يمثل دليلًا على معرفة بالديناميكا الهوائية قبل اكتشافها، حيث افترض الطبيب المصري والباحث عن المياه خليل مسيحة أن المصريين القدماء طوروا أول طائرة.
يقول كيفن ديسموند في سياق كتابته عن تاريخ الطائرات، أنه لا يوجد دليل يدعم صحة هذه الادعاءات. ونتيجة لذلك، ترفض العلوم التقليدية النظرية القائلة بأن الطائر نموذج لطائرة. ويشير ريتشارد ب. هاليون إلى أنه "ثقيل جدًا وغير مستقر للطيران". يعلق نورمان ليفيت وبول ر. جروس قائلين "الدليل؟ إذا صنعت نسخة من خشب البلسا (وليس الجميز الأصلي)، ثم أضفت مثبتًا عموديًا (غير موجود في الأصل) إلى الذيل، ستحصل على نموذج متوسط من الطائرة الشراعية!"
في عام 2023، أجرى باحثون من معهد تكنولوجيا الطيران في بريمن محاكاة CFD على الأثر بناءً على مسح ثلاثي الأبعاد، وأظهرت النتائج أن الأثر لديه نسبة انزلاق منخفضة وأن خصائص الانزلاق ليست كافية. كما أن مركز الكتلة يقع عند الحافة الخلفية للجناح، ما يجعله غير مستقر. أيضًا، لديه توزيع رفع غير متماثل عبر الجناح، مما يجعله يتدحرج بلا سيطرة، ما يتعارض مع فرضية إلمام القدماء بالديناميكا الهوائية.